# La Vierge folle (film, 1916)
Pour les articles homonymes, voir La Vierge folle.
Pour plus de détails, voir Fiche technique et Distribution.
La Vierge folle (titre original : The Foolish Virgin) est un film dramatique muet américain réalisé par Albert Capellani, sorti en 1916.
Le film est une adaptation du roman The Foolish Virgin de Thomas F. Dixon Jr., publié en 1915.

## Synopsis
Mary Adams, une institutrice à New-York souhaite trouver un mari quand elle fait la connaissance de Jim Anthony à la bibliothèque municipale, ignorant qu'il est un criminel.
Le couple rend visite à la mère d'Anthony en Caroline du Nord. Celle-ci, alcoolique, attente à la vie de son fils pour récupérer des objets de valeur qu'il a volés et qui se trouvent dans sa mallette. 
Mary s'enfuit quand elle découvre la vérité à propos des activités illégale de son partenaire et elle est recueillie par un médecin alors qu'elle est enceinte d'Anthony. Plus tard, Anthony restitue les objets volés, construit une maison et promet de trouver du travail pour subvenir aux besoins de sa famille.

## Fiche technique
- Titre : La Vierge folle
- Titre original : The Foolish Virgin
- Réalisation : Albert Capellani
- Scénario : Albert Capellani, d'après le roman de Thomas F. Dixon Jr.
- Photographie : Jacques Montéran, George Peters et Hal Young
- Montage :
- Société de production : Clara Kimball Young Film Corporation
- Pays d'origine :  États-Unis
- Tournage :  Blaché Studios, Fort Lee, New Jersey
- Format : Noir et blanc
- Genre : Film dramatique
- Durée :
- Dates de sortie :
  -  États-Unis : 26 septembre 1916
  -  France : 26 décembre 1919

## Distribution
- Clara Kimball Young : Mary Adams
- Conway Tearle : Jim Anthony
- Paul Capellani : Dr. Mulford
- Catherine Proctor : Nance Anthony
- James Sheridan : Jim
- William Welsh : le père de Jim
- Marie Lines : Jane
- Agnes Mapes : Ella Swanson
- Edward Elkas : Harden
- Jacqueline Morhange : Dora
- Anna Osgood : la petite fille